# رشيق الوردامي
رَشِيقٌ الوَرْدَامِيُّ ويسمى أيضا لَاوُنَ الطَّرَابُلْسِيَّ (باليونانية: Λέων Τ Τριλίοηςτης) ويلقب بغُلَامِ زُرَافَةَ وهو قائد يوناني بيزنطي لحِق جيش المسلمين ووُلِّي على أسطول خلافة بني العباس أوائل القرن العاشر للميلاد. وكان من المشاركين في غزوة صلونيك كبرى مدن الإنبراطورية البيزنطية بعد القسطنطينية في سنة 904 م.

## حياته
لا يعرف شيء عن حياة رشيق المبكرة إلا أنه ولد في أو بالقرب من أنطالية، وتم القبض عليه في غارة عربية وجلب إلى طرابلس. في الأسر، اعتنق الإسلام، ودخل في خدمة الخلافة العباسية كبحّار وقائد. في المصادر العربية يدعى بِلاوي أبو الحارث وفي المصادر الإغريقية يدعى لاون الطرابلسي.

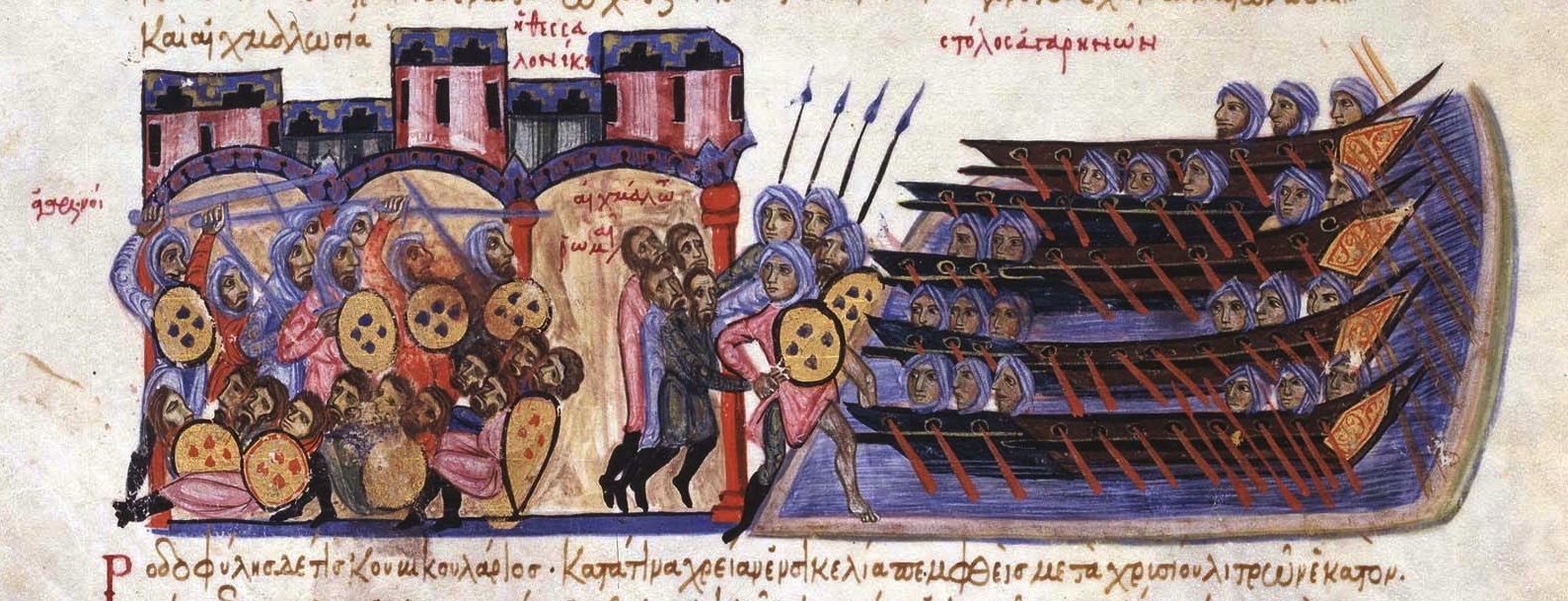
الإغارة على صلونيك من قبل الأسطول العربي في 904 م.

تفاصيل مسيرة رشيق المبكرة في الأساطيل الإسلامية غير معروفة، لكنه يبدو أنه قد ارتفع بسرعة في الرتب نظرًا لخبرته في خدمته سابقًا في الجيش البيزنطي حيث أن المؤرخ المسعودي، الذي التقى به شخصيًا، يعتبره واحدًا من أفضل الملّاحين في وقته. في المصادر العربية، يظهر اسمه إلى جانب الألقاب كالقائد أو الأميرال (أمير البحر)، فضلًا عن صاحب طرابلس، ونائب طرسوس. كلتا المدينتين الأخيرتين كانتا من المراكز البحرية الإسلامية الرئيسية في أواخر القرن التاسع، وبسبب قربهما من الإمبراطورية البيزنطية كانت بمثابة مناطق انطلاق للغارات البحرية الإسلامية.
في أوائل عام 904 م، جنبًا إلى جنب مع قائد إغريقي شارك في خدمة الدولة العباسية آخر اسمه دميانه الطرسوسي، الذي شارك مع رشيق في الحملة العباسية التي انتهت بالاستيلاء على مصر من الطولونيين واستعادتها إلى السيطرة العباسية. حيث كان رشيق ودميانه كثيرًا ما يتعاونان في العقد المقبل في هجماتهما على الإمبراطورية البيزنطية. في صيف عام 904 م، كان رشيق على رأس حملة بحرية عباسية كبرى لـ54 سفينة من الأساطيل الشامية والمصرية، التي كان الهدف الأولى منها القسطنطينية نفسها. وقد اخترق الأسطول العربي الدردنيل وهاجم مدينة بيزنطية تدعى أبيدوس، حيث كانت البحرية البيزنطية تحت قيادة أستاثيوس أرغيروس مترددة في مواجهة الأسطول العربي. أبدل الإمبراطور لاون السادس الحكيم أرغيروس بقائد أكثر نشاطًا اسمه همريوس، ولكن رشيق الوردامي حجب البيزنطيين، حيث عاد إلى الغرب وتوجه بأسطوله إلى صلونيك ثاني مدينة أكبر مدينة بيزنطية، التي سقطت بعد حصار دام لمدة ثلاثة أيام في 31 يوليو 904 م. حيث دخل المسلمون المدينة و حملت على سفن الأسطول الإسلامي غنائم هائلة والعديد من الأسرى النصارى الذين تم أخذهم ليتم مبادلتهم مع الأسرى المسلمين الذين خُطِفوا من مدينة طرطوس وكان عددهم آنذاك 5,000 أسير من النساء والأطفال المسلمين، وبهذا تم إنهاء الحرب بمبادلة الأسرى بشكل سليم.